# Ylistaro

Wappen von Ylistaro

Lage von Ylistaro in Finnland

Ylistaro ist eine ehemalige finnische Gemeinde in der Landschaft Südösterbotten.
Zum Jahresbeginn 2009 wurde Ylistaro zusammen mit der Nachbargemeinde Nurmo in die Stadt Seinäjoki eingemeindet.

## Dörfer
- Asemanseutu
- Halkosaari
- Hanhikoski
- Isokylä
- Järviranta
- Kainasto
- Kitinoja
- Kylänpää
- Kärkimäki
- Myllykoski
- Pouttula
- Untamala

## Sehenswürdigkeiten
- Ylistaro Kirche
- Kriikku Schleifer
- Kyrönjoki mit Stromschnellen
- Vanha Markki Zoo
- Malkakoski

## Städtepartnerschaften
Ylistaro unterhält folgende Städtepartnerschaften:
- Valga (Estland), seit 1989
- Landkreis Valga (Estland), seit 1995